# Salvia officinalis subsp. multiflora
Salvia officinalis subsp. multiflora, es una subespecie de planta herbácea perenne de Salvia officinalis que pertenece a la familia de las lamiáceas.

## Distribución y hábitat
El área de distribución nativa de esta subespecie se extiende en el noroeste de la península balcánica. Crece principalmente en el bioma templado.

## Taxonomía
Salvia officinalis subsp. multiflora fue descrita por Milovan R. Gajić y publicada en Glasnik prirodnaučkog museja u Beogradu, Serija B, Bioloake nauke Nauke 7: 49, en 1973.
Véase: Salvia
Véase: Salvia officinalis
multiflora: epíteto latino que significa "con muchas flores".